# Frégimont
Frégimont é uma comuna francesa na região administrativa da Nova Aquitânia, no departamento Lot-et-Garonne. Estende-se por uma área de 7,58 km². Em 2010 a comuna tinha 260 habitantes (densidade: 34,3 hab./km²).